# Hokej na lodzie na Zimowych Igrzyskach Olimpijskich 2002

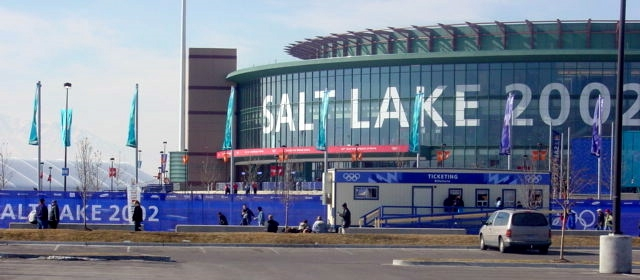
E Center

Turniej hokeja na lodzie odbył się po raz dziewiętnasty na igrzyskach olimpijskich w 2002 roku podczas igrzysk w Salt Lake City. Turniej odbył się w dniach 9–24 lutego 2002 roku. Mecze rozgrywana w dwóch halach: E Center w West Valley City oraz Peaks Ice Arena w Provo. W turnieju mężczyzn, jak i kobiet, zwyciężyły reprezentacje Kanady, drugie były drużyny gospodarzy, a trzecie miejsca zajęły reprezentacje: Rosji wśród mężczyzn oraz Szwecji wśród kobiet. Żadna polska reprezentacja nie uczestniczyła w turnieju.
Turniej składał się z 47 meczów (35 mężczyzn i 12 kobiet). Uczestniczyło w nim 22 drużyny z 16 krajów.

## Turniej mężczyzn

### Medaliści
| Złoto | Srebro | Brąz |
| Kanada | USA | Rosja |
| Ed Belfour Rob Blake Eric Brewer Martin Brodeur Theoren Fleury Adam Foote Simon Gagné Jarome Iginla Curtis Joseph Ed Jovanovski Paul Kariya Mario Lemieux – kapitan Eric Lindros Al MacInnis Scott Niedermayer Joe Nieuwendyk Owen Nolan Michael Peca Chris Pronger Joe Sakic Brendan Shanahan Ryan Smyth Steve Yzerman | Tony Amonte Tom Barrasso Bill Guerin Chris Chelios – kapitan Adam Deadmarsh Chris Drury Mike Dunham Phil Housley Brett Hull John LeClair Brian Leetch Aaron Miller Mike Modano Tom Poti Brian Rafalski Jeremy Roenick Brian Rolston Mike Richter Gary Suter Keith Tkachuk Doug Weight Scott Young Mike York | Maksim Afinogienow Ilja Bryzgałow Pawieł Bure Walerij Bure Nikołaj Chabibulin Pawieł Daciuk Siergiej Fiodorow Siergiej Gonczar Aleksiej Jaszyn Darius Kasparaitis Ilja Kowalczuk Aleksiej Kowalow Igor Krawczuk Oleg Kwasza Igor Łarionow – kapitan Władimir Małachow Daniił Markow Boris Mironow Andriej Nikoliszyn Jegor Podomacki Siergiej Samsonow Oleg Twierdowski Aleksiej Żamnow |

### Statystyki
Zawodnicy z pola
- Klasyfikacja strzelców –  John LeClair: 5 goli
- Klasyfikacja asystentów –  Mike Modano: 6 asyst
- Klasyfikacja kanadyjska –  Mats Sundin: 9 punktów
- Klasyfikacja +/− turnieju –  Chris Chelios,  Aleksiej Kowalow,  Joe Sakic (ex aequo): +6

Bramkarze
- Skuteczność interwencji –  Martin Gerber: 95,79%
- Średnia goli straconych na mecz –  Martin Gerber: 1,52

### Nagrody
- Najbardziej Wartościowy Zawodnik (MVP) turnieju:  Joe Sakic
- Najlepszy bramkarz turnieju:  Nikołaj Chabibulin
- Najlepszy obrońca turnieju:  Chris Chelios
- Najlepszy napastnik turnieju:  Joe Sakic

Skład gwiazd turnieju
- Bramkarz:  Mike Richter
- Obrońcy:  Brian Leetch,  Chris Chelios
- Napastnicy:  Mats Sundin,  Joe Sakic,  John LeClair

### Klasyfikacja końcowa
| Lp. | Drużyna           |
| --- | ----------------- |
|     | Kanada            |
|     | Stany Zjednoczone |
|     | Rosja             |
| 4   | Białoruś          |
| 5   | Szwecja           |
| 6   | Finlandia         |
| 7   | Czechy            |
| 8   | Niemcy            |
| 9   | Łotwa             |
| 10  | Ukraina           |
| 11  | Szwajcaria        |
| 12  | Austria           |
| 13  | Słowacja          |
| 14  | Francja           |

## Turniej kobiet
| Złoto | Srebro | Brąz |
| Kanada | USA | Szwecja |
| Sami Jo Small Becky Kellar Colleen Sostorics Thérèse Brisson Cherie Piper Cheryl Pounder Lori Dupuis Caroline Ouellette Danielle Goyette Jayna Hefford Jennifer Botterill Hayley Wickenheiser Dana Antal Kelly Bechard Tammy Lee Shewchuk Kim St-Pierre Vicky Sunohara Isabelle Chartrand Cassie Campbell Geraldine Heaney | Sara Decosta Tara Mounsey Courtney Kennedy Angela Ruggiero Lyndsay Wall Karyn Bye Sue Merz Laurie Baker Andrea Kilbourne Allison Mleczko Jenny Potter Julie Chu Shelley Looney Krissy Wendell Katie King Cammi Granato Natalie Darwitz Chris Bailey Tricia Dunn Sarah Tueting | Emelie Berggren Anna Andersson Maria Rooth Erika Holst Anna Vikman Evelina Samuelsson Maria Larsson Kristina Bergstrand Ann-Louise Edstrand Josefin Pettersson Lotta Almblad Joa Elfsberg Gunilla Andersson Nanna Jansson Therese Sjölander Ylva Lindberg Danijela Rundqvist Ulrica Lindström Kim Martin Annica Åhlén |

## Tabela medalowa
| Miejsce | Kraj              | Złoto | Srebro | Brąz | Razem |
| 1.      | Kanada            | 2     | 0      | 0    | 2     |
| 2.      | Stany Zjednoczone | 0     | 2      | 0    | 2     |
| 3.      | Rosja             | 0     | 0      | 1    | 1     |
| 3.      | Szwecja           | 0     | 0      | 1    | 1     |